# Ихомово
Ихомово — деревня в Усть-Кубинском районе Вологодской области.
Входит в состав Богородского сельского поселения, с точки зрения административно-территориального деления — в Богородский сельсовет.
Расстояние по автодороге до районного центра Устья — 56 км, до центра муниципального образования Богородского — 7 км. Ближайшие населённые пункты — Ермолино, Дешевиха, Кобылье.
По переписи 2002 года население — 8 человек.